# Президентские дебаты в США (2020)
Президентские дебаты в США 2020 года между Джозефом Байденом и Дональдом Трампом, основными кандидатами на пост президента США были спонсированы Комиссией по президентским дебатам. Первый день дебатов прошёл 29 сентября 2020 года. Второй день дебатов планировался на 15 октября, однако затем был отменён из-за обнаружения диагноза COVID-19 у действующего президента и последующего отказа от дистанционного формата их проведения. В результате в 2020 году было меньше всего дебатов с 1996 года. Заключительные дебаты состоялись 22 октября. Кроме того, 7 октября состоялись дебаты между кандидатами в вице-президенты Майком Пенсом и Камалой Харрис.

## Предыстория
11 октября 2019 года Комиссия по президентским дебатам США объявила о выделении четырёх дней дебатов, из которых три были запланированы между кандидатом от Республиканской партии и действующим президентом Дональдом Трампом, кандидатом от Демократической партии и бывшим вице-президентом Джо Байденом и другими участниками, которые соответствуют требованиям выдвижения на праймериз. Ещё один день дебатов был выделен для кандидатов на пост вице-президента США между действующим вице-президентом, кандидатом от Республиканской партии Майком Пенсом и кандидатом от Демократической партии Камалой Харрис.
В конце 2019 года Трамп заявил о «необъективности» итогов дебатов 2016 года. После встречи со своим руководителем кампании сопредседатель комиссии заявил, что «президент хотел провести дебаты, но у них были опасения, стоит ли это делать с комиссией». Трамп не стал публично обсуждать этот вопрос, а также потребовал выделить дополнительный день дебатов для кандидатов в президенты, однако кампания Байдена отклонила данное предложение. В конце июня представители кампании Байдена подтвердили, что они согласились с первоначальным графиком.
В августе 2020 года Комиссия по президентским дебатам США отклонила запрос от администрации Трампа перенести дебаты на более раннюю дату или добавить четвёртый день дебатов относительно вопроса проведения почтового голосования.
27 августа спикер палаты представителей Нэнси Пелоси предложила Байдену отказаться от участия в дебатах, заявив, что Трамп «вероятно, станет вести себя таким образом, что будет стоить ниже достоинства президента». В ответ на эти слова Байден заявил, что хочет и дальше идти вперёд и участвовать в них, чтобы смог «проверить факты в зале, пока он будет обсуждать [Трампа]».

## Квалификация кандидатов
Для участия в дебатах, кандидаты на должность президента и вице-президента обязаны соответствовать следующим требованиям:
- Иметь конституционное право избираться на пост президента;
- Иметь достаточное количество бюллетеней, чтобы иметь математические шансы получить большинство голосов в коллегии выборщиков;
  - Теоретически, кандидат может одержать победу на выборах, несмотря на возможное не соответствие этому критерию и, следовательно, не может соответствовать требованиям для участия в дебатах, поскольку кандидат может победить на выборах, несмотря на то, что он имеет меньшинство голосов в коллегии выборщиков. На практике это пока произошло лишь один раз, в 1824 году;
- Иметь уровень поддержки не менее чем у 15 % национального электората, как это определено пятью национальными организациями по проведению опросов общественного мнения, выбранных комиссией, с использованием среднего значения последних опубликованных этими организациями результатов на момент определения. Пять опросов были выбраны по совету Фрэнка Ньюпорта из Gallup на основе того, как Ньюпорт и комиссия воспринимали эти критерии по следующим требованиям:
  - Надежность частоты опросов и размер выборки, используемый организацией, проводящей опрос;
  - Обоснованность методологии опроса, используемой организацией, проводящей опрос;
  - Долговечность и репутация опросной организации;
  - Наличие пяти опросов в следующих СМИ:
    - ABC или Washington Post;
    - CNN;
    - Fox News;
    - NBC или Wall Street Journal;
    - NPR, PBS NewsHour, либо Marist Poll.

## Список дебатов

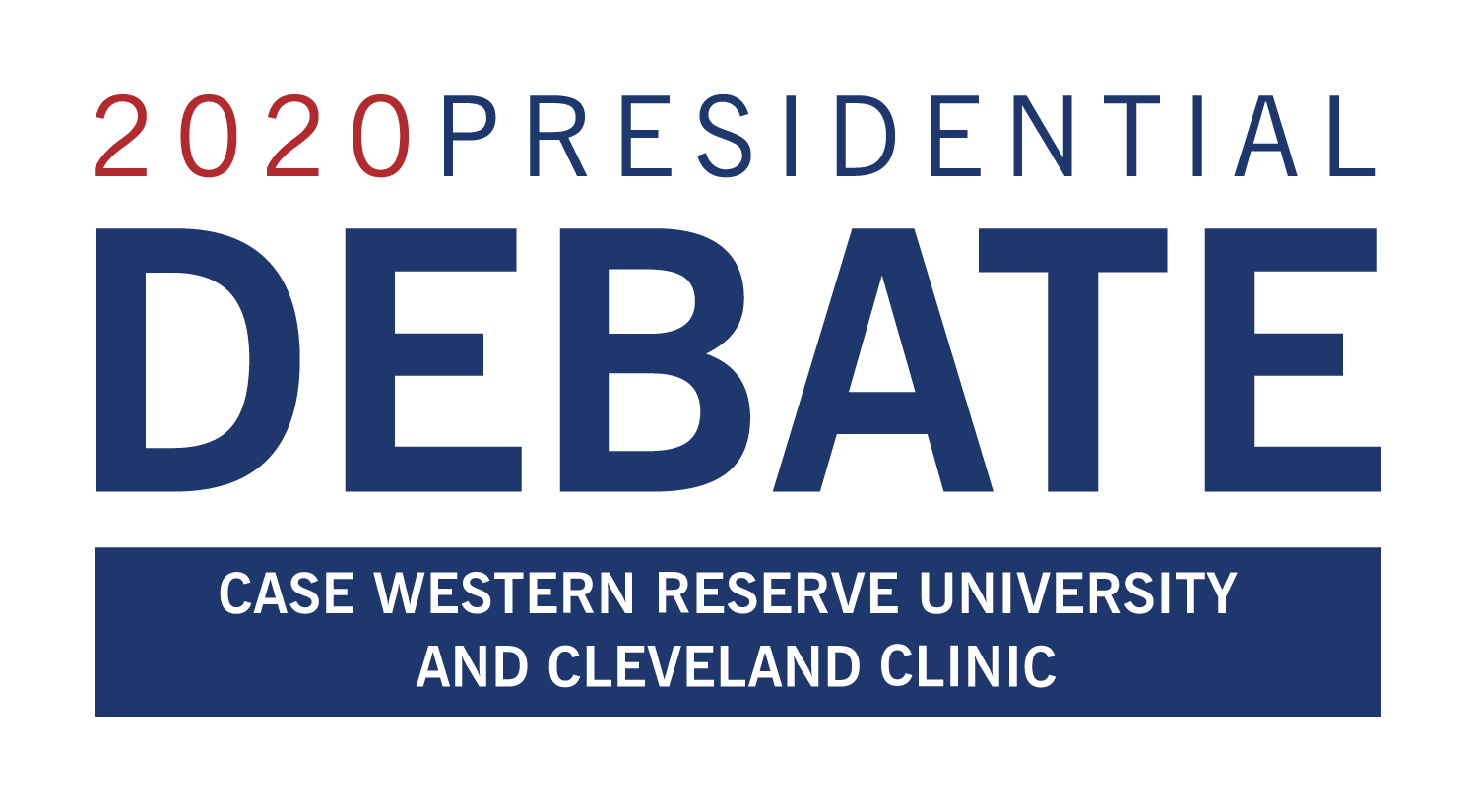
Логотип дебатов 29 сентября 2020 года

| 1 | Вторник, 29 сентября, 2020 9:00 −10:30 | Кейсовский университет  | Кливленд, Огайо   | Крис Уоллес    | Принял участие | Принял участие |
| 2 | Четверг, 15 октября, 2020 9:00 −10:30  | Arsht Center            | Майами, Флорида   | Стив Скулли    | Отменено       | Отменено       |
| 3 | Четверг, 22 октября, 2020 9:00 −10:30  | Белмонтский Университет | Нашвилл, Теннесси | Кристен Уэлкер | Принял участие | Принял участие |

### 29 сентября
Первый день дебатов прошёл во вторник, 29 сентября 2020 года, с 21:00 по 22:30 по североамериканскому восточному времени в павильоне Кампуса санитарного просвещения Кейсовского университета Западного резервного района в Кливленде. Ведущим дебатов был назначен журналист информационного издания Fox News Крис Уоллес.
Изначально дебаты планировалось провести в павильоне Филиппа Дж. Перселла, расположенном в Центре Эдмунда П. Джойса Университета Нотр-Дам в штате Индиана, однако позднее университет отказался от участия в качестве принимающей площадки 27 июля 2020 года из-за неблагополучной эпидобстановки на фоне распространения COVID-19.

#### Предыстория
Вступив в подготовительный этап президентских дебатов, Байден уверенно лидировал в опросах общественного мнения, однако его лидерство усугублялось нехваткой финансирования кампании Трампа, а пожертвования на кампанию Байдена значительно увеличились.
После успешного выдвижения Байдена на праймериз от Демократической партии Трамп попытался поставить под сомнение умственные способности Байдена, утверждая, что тот страдает деменцией и перед участием в праймериз принимал препараты для поддержания жизненной активности. Трамп также призвал Байдена пройти тест на употребление наркотиков перед дебатами, на что Байден отреагировал отказом. Трамп также утверждал, что Байден вероятно будет использовать скрытый слуховой аппарат, предварительно потребовав организаторов дебатов обыскать вещи Байдена, на что тот повторно отреагировал отказом.
В преддверии дебатов Трамп неоднократно заявлял, что выборы будут сфальсифицированы посредством мошенничества с избирателями, особенно в отношении отправки бюллетеней по почте. На вопрос, согласится ли он мирно передать власть Байдену, Трамп сказал: «Нам придется подождать и посмотреть»; однако на более позднем брифинге он заявил, что действительно рассматривает эту возможность. В нескольких случаях Трамп призывал своих сторонников проголосовать дважды, чтобы убедиться в том, что фальсификации результатов голосования не последует, хотя голосование более одного раза по законодательству штатов США является уголовным преступлением.
За несколько недель до дебатов Трамп стал участником различных споров. Писатель Боб Вудворд выпустил свою вторую книгу о президентстве Трампа, основанную на 19 записанных интервью с Трампом. В одной из записей, сделанной в феврале 2020 года, Трамп указал на то, что осознаёт серьёзность пандемии COVID-19 на раннем этапе, что контрастировало с попытками Трампа публично преуменьшить значение вируса. Трамп подтвердил, что он преуменьшил серьёзность пандемии, заявив, что «не хочет создавать панику». The New York Times опубликовала расследование федеральных налоговых деклараций Трампа, в ходе которого выяснилось, что Трамп вообще не платил налогов за последние 10 из 15 изученных лет, а сумма всего уплаченного составила 750 долларов в виде федерального подоходного налога за 2016 и 2017 годы. Кроме того, редакция сообщила, что его бизнес за последние несколько лет нёс крупные убытки. За несколько дней до дебатов США достигли рубежа в 200 000 смертей от COVID-19, что составило на тот момент 20 % смертей во всем мире, несмотря на то, что в США проживало только 4 % населения мира.
За две недели до дебатов от рака поджелудочной желези скончалась судья Верховного суда США Рут Бейдер Гинзбург. Гинзбург была одним из четырёх судей Верховного суда, считавшаяся либералом, тогда как остальные пять судей являлись консерваторами. На следующий день после похорон Гинзбург Трамп выдвинул кандидатуру консервативной Эми Кони Барретт. Представители республиканской партии в Сенате под руководством лидера большинства Митча МакКоннелла предприняли быстрые шаги, пообещав проголосовать за принитие её кандидатуры до дня выборов 3 ноября. Этот шаг вызвал ожесточённые споры, поскольку те же республиканцы в Сенате в своё время отказались рассматривать кандидатуру президента Барака Обамы в Верховный суд в год выборов.

#### Формат и темы дебатов
Первый день президентских дебатов состоял из 6 блоков: вступительные речи кандидатов Трампа и Байдена, вопрос о назначении судейского состава Верховного суда США, распространение COVID-19, расовые волнения и акции протеста в городах, честные выборы и экономический кризис. На каждый из блоков (кроме первого) отводилось по 15 минут обсуждения: первые две минуты давались каждому из кандидатов на собственную вводую речь к объявленной теме, а в оставшееся время проходила дискуссия между участниками дебатов. Время отведённое на обсуждение каждой из тем не соблюдалось: Трамп неоднократно перебивал и оскорблял Байдена во время его ответов на начальные вопросы первой темы дебатов, а затем во время совместных дискуссий на протяжении всей линии дебатов, на что Крис Уоллес периодически делал замечание Дональду. Кроме этого, Уоллес призывал обоих участников дебатов соблюдать этикет и стиль общения. Ближе к концу обсуждения первой темы дебатов Байден отказался отвечать на один из вопросов Уоллеса относительно назначения состава судей Верховного суда США и Трамп вновь стал спорить с ним. В ответ Байден назвал Трампа «худшим президентом в истории США» и попросил прекратить перебивать его. В следующий момент споры достигли такого накала, что Байден не выдержал и обратился к Трампу с фразой: «Ты заткнёшься, мужик?» (англ. Will you shut up, man?), и дополнил реплику словами «Это так не по-президентски!». При обсуждении темы работы здравоохранения в период пандемии COVID-19, Байден назвал Трампа «лжецом», «клоуном» и «щенком Путина», ссылаясь на отсутствие плана действий по предотвращению распространения коронавирусной инфекции и попутно обвинил Дональда в нежелании дать вознаграждение за головы павших солдат на Ближнем Востоке.
Во время обсуждения темы расовых волнений Байден и Уоллес стали настаивать на том, чтобы Трамп публично осудил группы демонстрантов, выступающих за расовое превосходство. Когда Трамп спросил его: «Назови мне их…», Байден ответил «Гордые парни». Затем Трамп заявил: «Гордые парни, останьтесь на месте и подождите. Но я скажу вам то, что все неприятности в стране слева, а не справа. Нужно что-то делать с Антифой и левыми радикалами». Это заявление было истолковано некоторыми членами протестных групп как призыв к насилию. Отвечая на вопросы о его позиции относительно реформы полиции, Байден призвал увеличить её финансирование, обосновав это необходимостью найма штата психологов и психиатров, которые будут сопровождать полицейских во время звонков в службу 911, чтобы разрядить обстановку и уменьшить применение силы.
Специалисты по проверке фактов поставили под сомнение ряд ложных высказываний Трампа: так, глава Белого дома заявил о «возрождении американского футбола», а также неоднократно комментировал свое желание провести конференции по этому поводу, но в итоге не предпринял никаких действий по её организации. Трамп повторил свои слова о том, что смог «избавить» Сиэтл и Миннеаполис от левых радикалов, и продолжил утверждать о теориях заговора относительно иностранного вмешательства в ход президентских выборов. Трамп заявил, что у него нет каких-либо доказательств относительно падения цен на лекарства «до 80 или 90 процентов» и преувеличил о снижении стоимости инсулина для участников программы Medicare. Действующий президент подметил, что инсулин «дешёв настолько, что похож на воду», хотя цены на него оставались фиксированными на уровне около 300 долларов за флакон. Трамп также ложно заявил, что экономика США до пандемии была «величайшей экономикой в истории»; в действительности высокий уровень ВВП таковым был только при президентстве Эйзенхауэра, Джонсона и Клинтона, а уровень безработицы был ниже только при Эйзенхауэре.
Трамп назвал саркастическим заявление Байдена о замечаниях по поводу применения физраствора в качестве средства лечения от COVID-19 в марте 2020 года. Затем Трамп заявил, что он смог вернуть 700 000 рабочих мест на производстве, хотя их общее количество в обрабатывающей промышленности составляло 487 000 мест. Байден ошибочно заявил о незначительном приросте торгового дефицита с КНР, но справедливо подчеркнул о росте числа преступлений с применением насилия (количество убийств в стране увеличилось с момента вступления Трампа в должность). Трамп раскритиковал действия Байдена за его борьбу с пандемией свиного гриппа, в результате которой в общей сложности было инфицировано 60 миллионов американцев, а 12 тысяч из них скончались от осложнений, вызванных штаммом H1N1. Когда Байден сказал, что Трамп должен стать «намного умнее», действующий президент резко заявил: «Ты употребил слово „умный“? Ты забыл название своего колледжа и оценки которые там получал. Никогда не употребляй слово „умный“ при мне. Даже не употребляй это слово знаешь почему? Потому что в тебе нет ничего умного, Джо. За 47 месяцев я сделал многое, чего ты не смог добиться за 47 лет на посту сенатора штата Делавэр».